# Neuracanthus gracilior
Neuracanthus gracilior är en akantusväxtart som beskrevs av Spencer Le Marchant Moore. Neuracanthus gracilior ingår i släktet Neuracanthus och familjen akantusväxter. Inga underarter finns listade i Catalogue of Life.